# Erfreut euch, ihr Herzen
Erfreut euch, ihr Herzen (BWV 66) ist eine Kirchenkantate von Johann Sebastian Bach.

## Anlass und Inhalt
Bach komponierte die Kantate für den 2. Osterfesttag (Ostermontag) in Leipzig. Sie geht zurück auf eine weltliche Kantate, die er in Köthen für den 10. Dezember 1718 komponiert hatte und deren Musik verschollen ist. Die Osterkantate wurde am 10. April 1724 uraufgeführt.
Der unbekannte Dichter hatte mit der Neudichtung des Texts eine schwierige Aufgabe. Dies lag vor allem daran, dass der ursprüngliche Text in einzelnen Sätzen einem starken Dialogcharakter folgte. Er löste diese Aufgabe dadurch, dass er an einigen Stellen diesen Charakter vernachlässigte, an anderen einen Dialog zwischen „Zuversicht“ und „Schwachheit“ einfügte. Diese Personifikationen veränderte Bach in einer späteren Aufführung zu „Hoffnung“ und „Furcht“. Die Textvorlage beschränkt sich auf die allgemeine Betrachtung von Jesu Tod und Auferstehung. Sie lässt keinen Bezug zum Evangelium erkennen, dem Gang nach Emmaus (Lk 24,13–35 ).

## Aufbau
Die Kantate gliedert sich in sechs Sätze:
- Chorus: Erfreut euch, ihr Herzen
- Recitativo (Bass): Es bricht das Grab und damit unsre Not
- Arie (Bass): Lasset dem Höchsten ein Danklied erschallen
- Recitativo (à 2) (Alt, Tenor): Bei Jesu Leben freudig sein
- Arie (à 2) (Alt, Tenor): Ich furchte zwar/nicht des Grabes Finsternisse
- Choral: Alleluja! alleluja! alleluja!

## Musik
Den Eingangschor entwickelte Bach aus dem Schlusschor der Geburtstagskantate. Er gehört zu den längsten und lebhaftesten Chorsätzen aus Bachs früher Schaffensperiode. Der Satz beginnt mit einer instrumentalen Einleitung von 24 Takten, in denen Figurationen in Zweiunddreißigsteln bis hinauf zum dreigestrichenen a aufbrechendes Leben zeigen. Der Alt ruft zuerst: „Erfreut euch, ihr Herzen“, der Tenor führt fort „Entweichet, ihr Schmerzen“, alle Stimmen vereinen sich homophon: „Es lebet der Heiland und herrschet in euch“. In großem Gegensatz singen im Mittelteil der da-capo-Form die Stimmen Alt und Bass von Trauer und Furcht. Diese Haltungen werden musikalisch ausgemalt in ausdrucksvollen Seufzermotiven und chromatischen Linien über einem Bass, der einen pochenden Herzschlag ausmalt wie im Rezitativ „O Schmerz! Hier zittert das gequälte Herz“ in Bachs Matthäus-Passion, obwohl der Text davon spricht, sie zu verscheuchen: „Ihr könnet verjagen das Trauren, das Fürchten, das ängstliche Zagen“. Der Chor tritt tröstend hinzu: „Der Heiland erquicket sein geistliches Reich“, dabei setzen die Stimmen nacheinander ein und halten auf „Heiland“ lange aus, so dass ein Akkord allmählich aufgebaut wird.
Nach einem kurzen Rezitativ setzt der Bass fort mit einer allgemeinen Aufforderung, ein Danklied zu singen. Die Arie in tänzerischem Gestus lässt die Herkunft aus der Glückwünschkantate erkennen. Im Mittelteil werden lang gehaltene Töne auf „Frieden“ kontrastiert mit Koloraturen auf „leben“.
Den vierten Satz beginnt der Tenor, der ebenfalls ein „Sieg- und Danklied“ singen will. In „Mein Auge sieht den Heiland auferweckt“ wird die Erweckung durch ein langes Melisma dargestellt. Doch schon nach einem Takt fällt der Alt zweifelnd ein „Kein Auge sieht …“ Nach längerem gemeinsamen Gesang wechseln sich die verschiedenen Haltungen ab, wobei sich schließlich auch der Alt dem Osterglauben anschließen will: „Ich glaube, aber hilf mir Schwachen“.
Im folgenden Duett singen die beiden Stimmen überwiegend homophon, doch kleine rhythmische Varianten drücken ihre unterschiedliche Einstellung zu „des Grabes Finsternisse“ aus. Der Alt singt „ich furchte zwar“ in gleichmäßigen langen Noten, während der Tenor in der verzierten Figur der Solovioline singt „ich furchte nicht“. Der schwingende 12/8-Takt und die virtuoso Geigenstimme erinnern an die Köthener Geburtstagsmusik und passen besonders zum Inhalt des Mittelteils, in dem beide Stimmen übereinstimmen „Nun ist mein Herze voller Trost“.
Bach fügte der Kantate als Schlusschoral den letzten Abschnitt des Chorals Christ ist erstanden an, der mit einem dreifachen Alleluja beginnt. Es ist die einzige Verwendung dieses im 12. Jahrhundert aus der Ostersequenz Victimae paschali laudes abgeleiteten Chorals in Bachs Vokalwerken.